# Dolichopus ainsliei
Dolichopus ainsliei är en tvåvingeart som beskrevs av Van Duzee 1921. Dolichopus ainsliei ingår i släktet Dolichopus och familjen styltflugor. Inga underarter finns listade i Catalogue of Life.